# Qasimpur Power House Colony
Qasimpur Power House Colony (o semplicemente Qasimpur) è una suddivisione dell'India, classificata come census town, di 13.754 abitanti, situata nel distretto di Aligarh, nello stato federato dell'Uttar Pradesh. In base al numero di abitanti la città rientra nella classe IV (da 10.000 a 19.999 persone).

## Geografia fisica
La città è situata a 27° 2' 43 N e 79° 58' 59 E e ha un'altitudine di 127 m s.l.m.

## Società

### Evoluzione demografica
Al censimento del 2001 la popolazione di Qasimpur Power House Colony assommava a 13.754 persone, delle quali 7.327 maschi e 6.427 femmine. I bambini di età inferiore o uguale ai sei anni assommavano a 1.561, dei quali 899 maschi e 662 femmine. Infine, coloro che erano in grado di saper almeno leggere e scrivere erano 10.742, dei quali 6.198 maschi e 4.544 femmine.